# Kotka (Kuusalu)
Pour les articles homonymes, voir Kotka (homonymie).
Kotka est un village de la paroisse de Kuusalu dans le nord de la région de Harju en Estonie. Au 1er janvier 2010, sa population était de 20 habitants.